# Schossin
Schossin ist eine Gemeinde im Landkreis Ludwigslust-Parchim in Mecklenburg-Vorpommern (Deutschland). Sie wird vom Amt Stralendorf mit Sitz in der Gemeinde Stralendorf verwaltet.

## Geografie und Verkehrsanbindung
Die Gemeinde liegt ca. 15 Kilometer südwestlich von Schwerin. Die Sude fließt entlang der östlichen Gemeindegrenze. Weitere nahe gelegene Städte sind Hagenow und Wittenburg. Die Bundesstraße 321 verläuft etwa sieben Kilometer östlich Schossins, der nächste Autobahnanschluss zur A 24 ist elf Kilometer entfernt.
Zu Schossin gehört der Ortsteil Mühlenbeck.
Umgeben wird Schossin von den Nachbargemeinden Dümmer im Westen und Norden, Warsow im Osten, Bandenitz im Südosten, Gammelin im Süden sowie Hülseburg im Südwesten.

### Ortsteil Schossin
Der langgestreckte, teilweise von Wiesen und Feldern unterbrochene Ort hat seinen Mittelpunkt in einem ehemaligen Gutshof.

## Geschichte
Die beiden Ortsteile sowie die Siedlung Sudemühle sind ehemalige Gutsdörfer. Daran erinnern neben dem Gutshaus auch Schnitter- und Bauernhäuser. Sudemühle ist ein ehemaliger Mühlenstandort. Das Gutshaus in Schossin befindet sich heute wieder in Privatbesitz und wurde aufwendig saniert. Mühlenbeck wurde am 1. November 1973 eingemeindet.

## Politik
Die 2019 gewählte Gemeindevertretung setzt sich wie folgt zusammen:
- Einzelbewerber Brandenburg
- Einzelbewerber Jurock
- Einzelbewerber Klemann
- Einzelbewerber Marx
- Einzelbewerber Sonder
- Einzelbewerber Vering

### Dienstsiegel
Die Gemeinde verfügt über kein amtlich genehmigtes Hoheitszeichen, weder Wappen noch Flagge. Als Dienstsiegel wird das kleine Landessiegel mit dem Wappenbild des Landesteils Mecklenburg geführt. Es zeigt einen hersehenden Stierkopf mit abgerissenem Halsfell und Krone und der Umschrift „GEMEINDE SCHOSSIN • LANDKREIS LUDWIGSLUST-PARCHIM“.

## Sehenswürdigkeiten

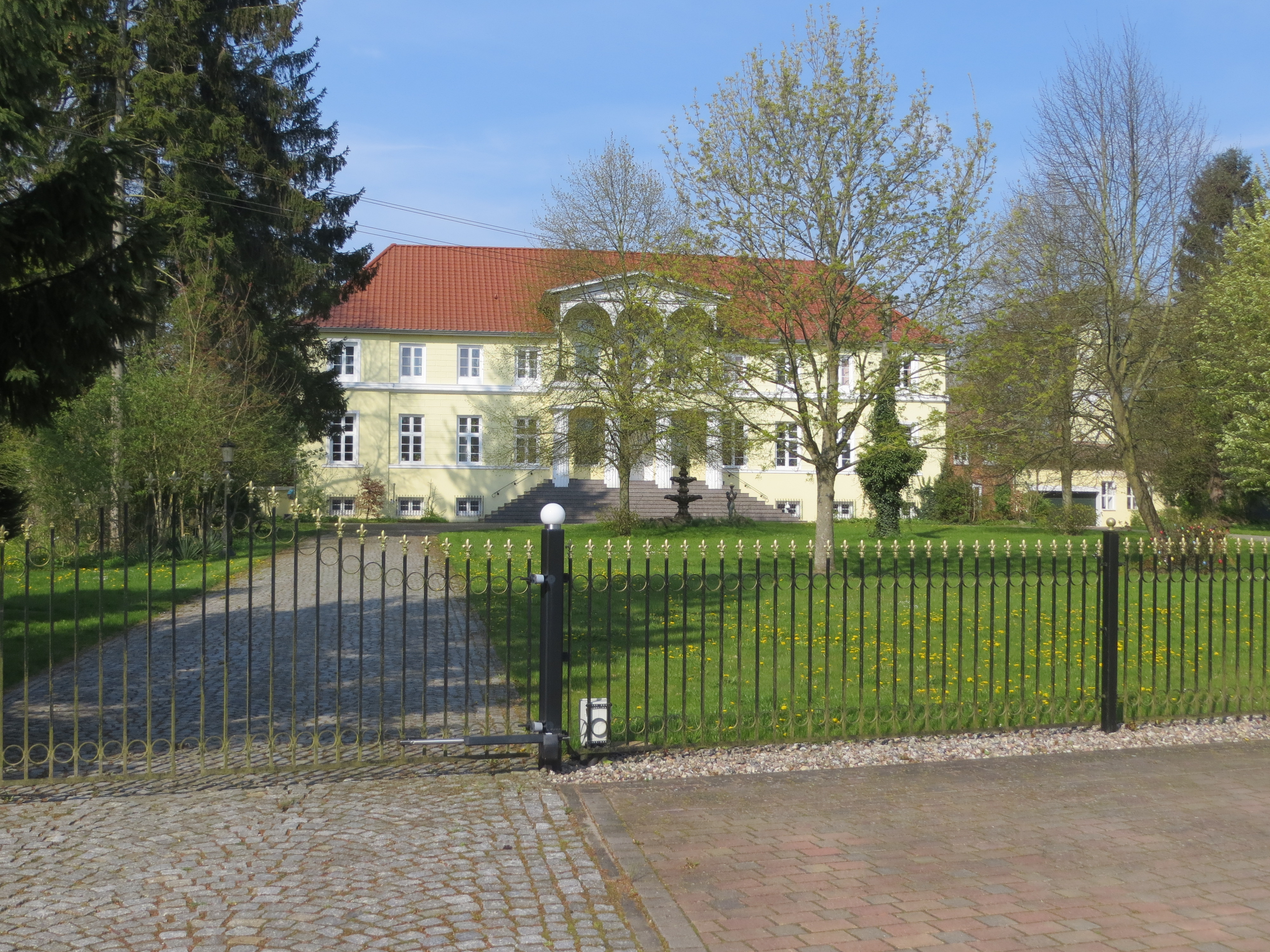
Gutshaus Schossin

→ Siehe auch: Liste der Baudenkmale in Schossin

## Religion
24 % der Einwohner gehören der evangelischen Kirche an, 1 % der katholischen. Für die Lutheraner ist die Kirchengemeinde im Nachbarort Parum, Gemeinde Dümmer, zuständig, die zur Propstei Wismar im Kirchenkreis Mecklenburg der Evangelisch-Lutherischen Kirche in Norddeutschland gehört. Die wenigen Katholiken gehören der Pfarrei Christus König mit Sitz in Wittenburg an, deren nächste Filialkirchen in Pogreß (Mariä Geburt, kein regelmäßiger Gottesdienst) und Dreilützow (St. Josef) sind.